# Sphinx franckii
Sphinx franckii ist ein Schmetterling (Nachtfalter) aus der Familie der Schwärmer (Sphingidae). Als die sehr seltene Art nur von Faltern bekannt war, vermutete man, dass es sich um natürliche Hybride zwischen Sphinx kalmiae und Sphinx chersis handelte. Erst als man die Raupen fand, erkannte man, dass es sich um eine eigenständige Art handeln musste.

## Merkmale

### Falter
Die Falter haben eine Vorderflügellänge von 42 bis 64 Millimeter, wobei die Weibchen etwas größer werden als die Männchen. Die Art ist nicht variabel. Durch den grauen Costalbereich und die sonst gelblich braunen Vorderflügel ist die Art unverwechselbar. Zwischen den beiden Farbbereichen befinden sich mehrere dunkle diagonale Streifen. Der Außenrand ist bei den Männchen leicht konkav. Die Hinterflügel sind schwarz und haben basal einen braunen Fleck. Die Medianbinde und der Außenrand sind ebenso gefärbt.

### Ei
Die glänzend blassgelben Eier sind oval und messen 1,9 mal 1,7 Millimeter. Man kann die Raupe durch die Eischale erkennen.

### Raupe
Die Raupen sind nach dem Schlupf etwa fünf bis sechs Millimeter lang und haben eine blassgelbe Farbe. Ihr großes Analhorn ist orangerot und hat eine schwarze Spitze. Mit dem Fressen wird die Grundfarbe der Raupen grünlich und es tritt noch vor der ersten Häutung je eine doppelte blasse Linie an den Seiten des Rückens auf, die vom Kopf bis zum Analhorn reicht. Auf den vorderen Segmenten befindet sich eine weitere solche Linie unterhalb der Stigmen. Im zweiten Stadium sind die Tiere graugrün und haben eine sehr stark körnig strukturierte Körperoberfläche. Der Rücken ist blasser und nahezu weiß. Die obere der dorsolateralen Längslinien ist nun sehr weiß und deutlich kräftiger ausgebildet. An den Seiten des Körpers befinden sich sieben weiße, schräge Seitenstreifen. Auf dem Thorax bildet sich eine weiße ventro-laterale Linie aus. Der dreieckige, eingekerbte Kopf ist blassgrün, trägt am Vertex Dornen und an den Wangen gelbe Streifen. Das Analhorn ist orange und hat einen blassen, nahezu gelblichen Rand. Im dritten Stadium hat der Körper eine blaugraue Grundfarbe und ist am Rücken weißlich. Die Seitenstreifen werden cremefarben und der letzte, der zur Basis des Analhorns führt wird kräftiger. Der Kopf ist apfelgrün und hat gelbe Streifen an den Wangen. Das Analhorn ist blass dunkelgelb und schimmert dorsal orange. Es trägt nun auch feine violette Tuberkel. Die dominantere dorso-laterale Linie trägt nun dicht in einer Linie aneinandergereihte zahnartige Tuberkel. Die Thorakalbeine sind grün mit pinkfarbenen Spitzen. Im vierten Stadium sind die schrägen Seitenstreifen der Tiere türkisgrün gerandet. Das kräftige, gerade Analhorn ist an den Seiten blass cremefarben, oben und unten blaugrau und verschmilzt dadurch mit dem angrenzenden schrägen Seitenstreifen. Alle übrigen Seitenstreifen verblassen, wobei die untere Hälfte jedes Streifens mehr gelb als weiß gefärbt ist und häufig nur aus einer Reihe von Tuberkeln besteht. Die Zähnchen der dorso-lateralen Linien sind nun getrennt und bilden einen neben dem Rücken verlaufenden Doppelkamm. Zum Kopf hin werden die Zähnchen größer und sind gelblicher. Der Kopf und der Thorax sind apfelgrün, der kräftige Nachschieber ist gelb.
Ausgewachsen sind die Tiere 85 bis 92 Millimeter lang. Der Kopf ist nun breit dreieckig, die Thoraxsegmente sind seitlich abgeflacht und die Stigmen werden orange. Das Analhorn ist sehr kräftig und leicht gekrümmt. Es ist oben blaugrau, unten gräulich und an den Seiten cremefarben. Am Rücken ist der Hinterleib weiß, mit Ausnahme der türkisgrün gerandeten Kämme und einem gelegentlich auftretenden violetten Schimmer. Die Thorakalbeine sind am basalen Segment grün und oben gelb, das mittlere Segment ist rot, die Spitze pinkfarben. Der Doppelkamm am Rücken ist einzigartig in der Gattung Sphinx und tritt ansonsten nur bei den Raupen von Ceratomia amyntor auf.

### Puppe
Die Puppe ist 50 bis 56 Millimeter lang. Sie ist schwärzlich braun, die Intersegmentalhäute sind aber mahagonibraun. Die sehr kurze, etwa fünf Millimeter lange Rüsselscheide ist frei, liegt aber flach am Körper auf. Der kurze, sehr breite und kräftige Kremaster endet in einer vierfachen Spitze.

## Vorkommen
Die Art ist von New Jersey, südlich über Pennsylvania, Ohio, Indiana und Illinois nach Missouri verbreitet. Vor allem in den Appalachen und westlich bis zum Ohio-River-Tal ist die Art häufig. Südöstlich ist die Art bis in den Norden Floridas nachgewiesen, wobei sie hier sehr selten ist. Die nördliche Verbreitungsgrenze liegt offenbar dort, wo eiszeitliche Gletscher sich ausgebreitet haben.
Sphinx franckii besiedelt alte Laubwälder.

## Lebensweise
Die Falter sind nur von Lichtfängen dokumentiert, es gibt keine beobachteten Blütenbesuche. Der Flug der Tiere beginnt kurz vor Mitternacht.

### Flug- und Raupenzeiten
Die Falter fliegen in den Appalachen von Mitte Juni bis Mitte Juli. Im südlichen Illinois fliegt die Art von Mitte Juni bis Mitte August. Im Norden Floridas fliegt die Art von Anfang Juni bis Ende August. Da nur wenige einzelne Funde vorliegen kann man schwer feststellen, ob eine oder zwei Generationen im Jahr fliegen.

### Nahrung der Raupen
Die Raupen fressen Eschen (Fraxinus). Die Behauptung, dass sie auch an Ulmen (Ulmus) fressen, konnte nicht bewiesen werden und beruht vermutlich auf einer Verwechslung mit Ceratomia amyntor.

## Entwicklung
In Gefangenschaft legen die Weibchen ihre Eier einzeln ab. Nach dem Schlupf fressen die Raupen zumindest die Hälfte der Eischale. Sie ruhen anfangs an der Mittelrippe auf der Unterseite der Blätter ihrer Nahrungspflanze und nehmen nur wenig Nahrung zu sich. Auch im zweiten Stadium sind die Raupen sehr träge. Ab den vierten Stadium hängen sie beim Fressen vom Blattstängel, indem sie sich mit den hinteren Bauchbeinen festklammern. Nach einigen Tagen des Fressens trennt die Raupe den Stängel der Blätter ab. Die Verpuppung erfolgt in einer Kammer, einige Zentimeter tief im Erdboden.